# Champions Challenge mannen 2012
De Champions Challenge I mannen 2012 was het zevende Champions Challenge-toernooi sinds de oprichting in 2001. Het toernooi werd gehouden van 24 november tot en met 2 december 2012 in Quilmes, Argentinië. De winnaar van dit toernooi plaatste zich rechtstreeks voor de Champions Trophy 2014.

## Deelnemende landen
- Argentinië (gastland)
- Ierland (winnaar Champions Challenge II 2011)
- Zuid-Korea (achtste in de Champions Trophy 2011)
- Zuid-Afrika (derde in de Champions Challenge 2011
- Maleisië (vijfde in de Champions Challenge 2011)
- Polen (zesde in de Champions Challenge 2011)
- Japan (zevende in de Champions Challenge 2011)
- Canada (achtste in de Champions Challenge 2011)

## Scheidsrechters
- Geoff Conn
- Michael Eilmer
- Fernando Gomez
- Adam Kearns
- Satoshi Kondo

- Eduardo Lizana
- Javed Shaikh
- Ayden Shrives
- Gregory Uyttenhove
- Suolong You

## Eindstanden voorronde

### Groep A
| № | Land       | WG | W | G | V | DV | DT | +/– | Punten |
| - | ---------- | -- | - | - | - | -- | -- | --- | ------ |
| 1 | Maleisië   | 3  | 3 | 0 | 0 | 12 | 4  | +8  | 9      |
| 2 | Polen      | 3  | 1 | 1 | 1 | 8  | 11 | –3  | 4      |
| 3 | Zuid-Korea | 3  | 1 | 0 | 2 | 8  | 9  | –1  | 3      |
| 4 | Canada     | 3  | 0 | 1 | 2 | 5  | 9  | –4  | 1      |

### Groep B
| № | Land        | WG | W | G | V | DV | DT | +/– | Punten |
| - | ----------- | -- | - | - | - | -- | -- | --- | ------ |
| 1 | Argentinië  | 3  | 3 | 0 | 0 | 10 | 5  | +5  | 9      |
| 2 | Japan       | 3  | 1 | 1 | 1 | 8  | 8  | 0   | 4      |
| 3 | Ierland     | 3  | 1 | 0 | 2 | 6  | 8  | –2  | 3      |
| 4 | Zuid-Afrika | 3  | 0 | 1 | 2 | 6  | 9  | –3  | 1      |

## Eindstand
1. Argentinië
2. Zuid-Korea
3. Ierland
4. Maleisië
5. Japan
6. Canada
7. Zuid-Afrika
8. Polen

Argentinië geplaatst voor Champions Trophy 2014 in Bhubaneswar, India

## Ereprijzen
| Topscorer      | Beste speler | Beste doelman | Fair Play Trophy |
| -------------- | ------------ | ------------- | ---------------- |
| Jang Jong-Hyun | Lucas Vila   | David Harte   | Japan            |

Champions Challenge I

Mannen:
Kuala Lumpur 2001 ·
Johannesburg 2003 ·
Alexandrië 2005 ·
Boom 2007 ·
Salta 2009 ·
Johannesburg 2011 ·
Quilmes 2012 ·
Kuantan 2014
Vrouwen:
Johannesburg 2002 ·
Catania 2003 ·
Virginia Beach 2005 ·
Bakoe 2007 ·
Kaapstad 2009 ·
Dublin 2011 ·
Dublin 2012 ·
Glasgow 2014
Champions Challenge II 

Mannen:
Dublin 2009 ·
Rijsel 2011
Vrouwen:
Kazan 2009 ·
Wenen 2011